# Nákladní vůz (železnice)

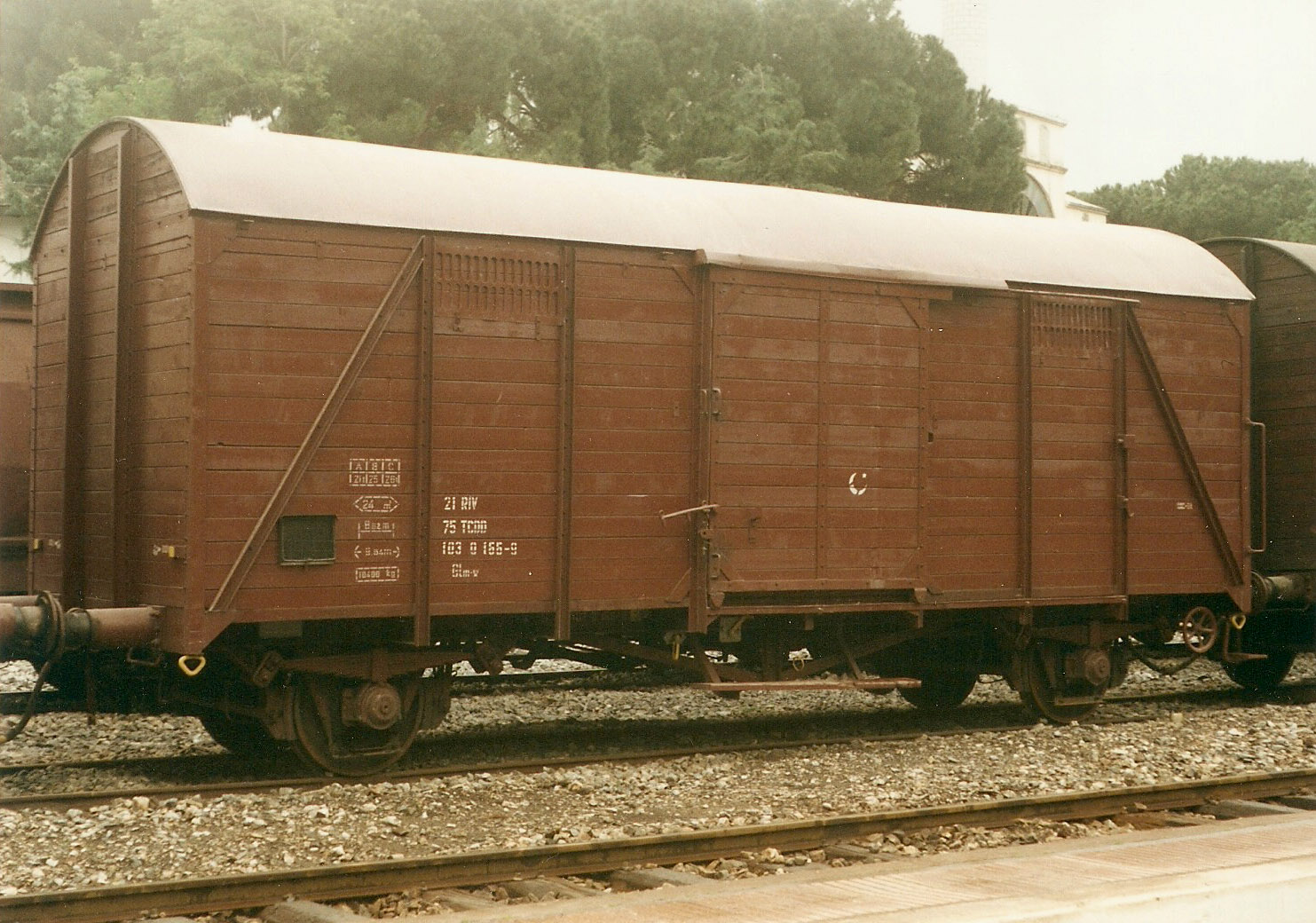
Dvounápravový krytý vůz běžné stavby, u ČSD jako řada Ztr, zde tentýž typ u TCDD

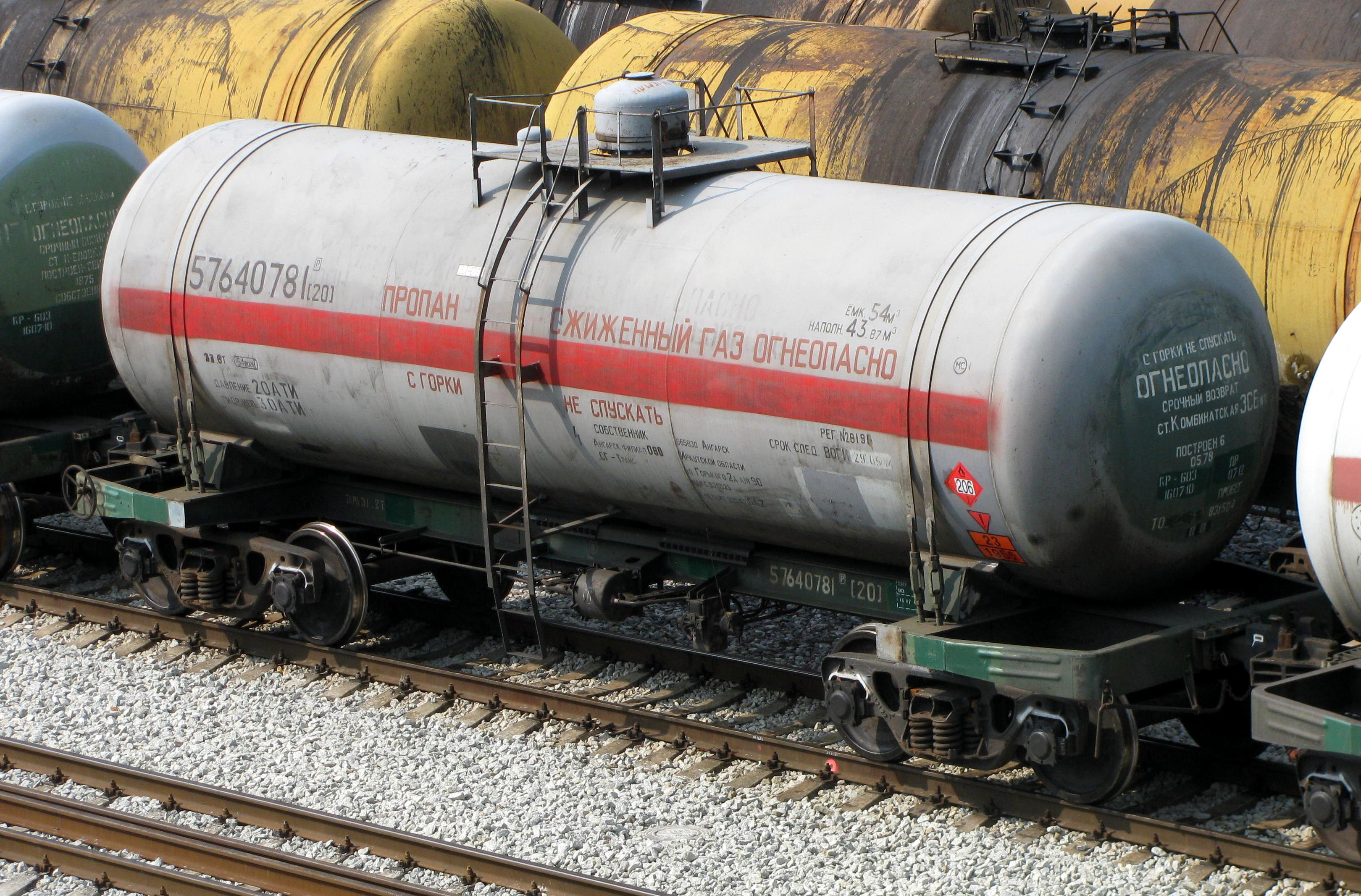
Vůz na stlačený propan pro rozchod 1520 mm, se spřáhlem SA-3, způsobilý pro provoz na území bývalého SSSR, na snímku v Estonsku

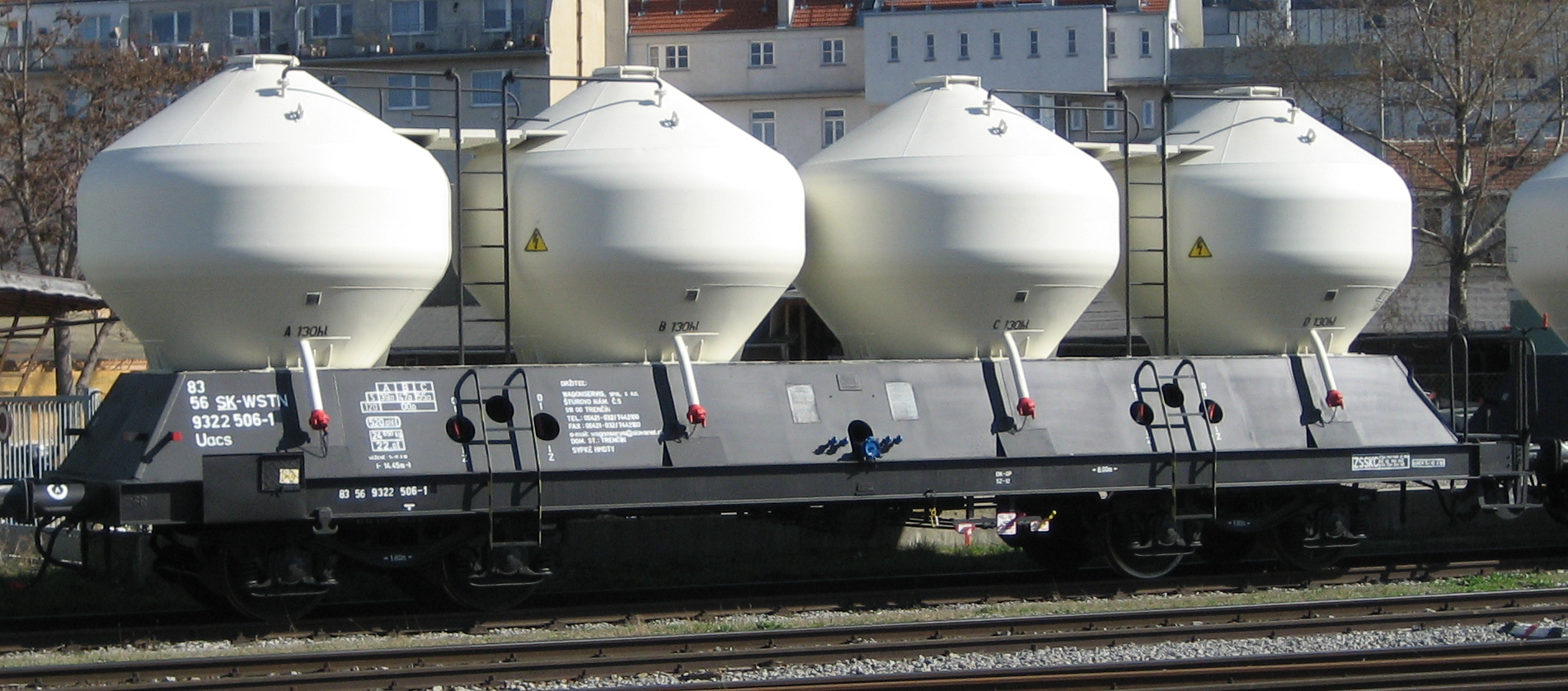
Vůz Uacs na sypké materiály

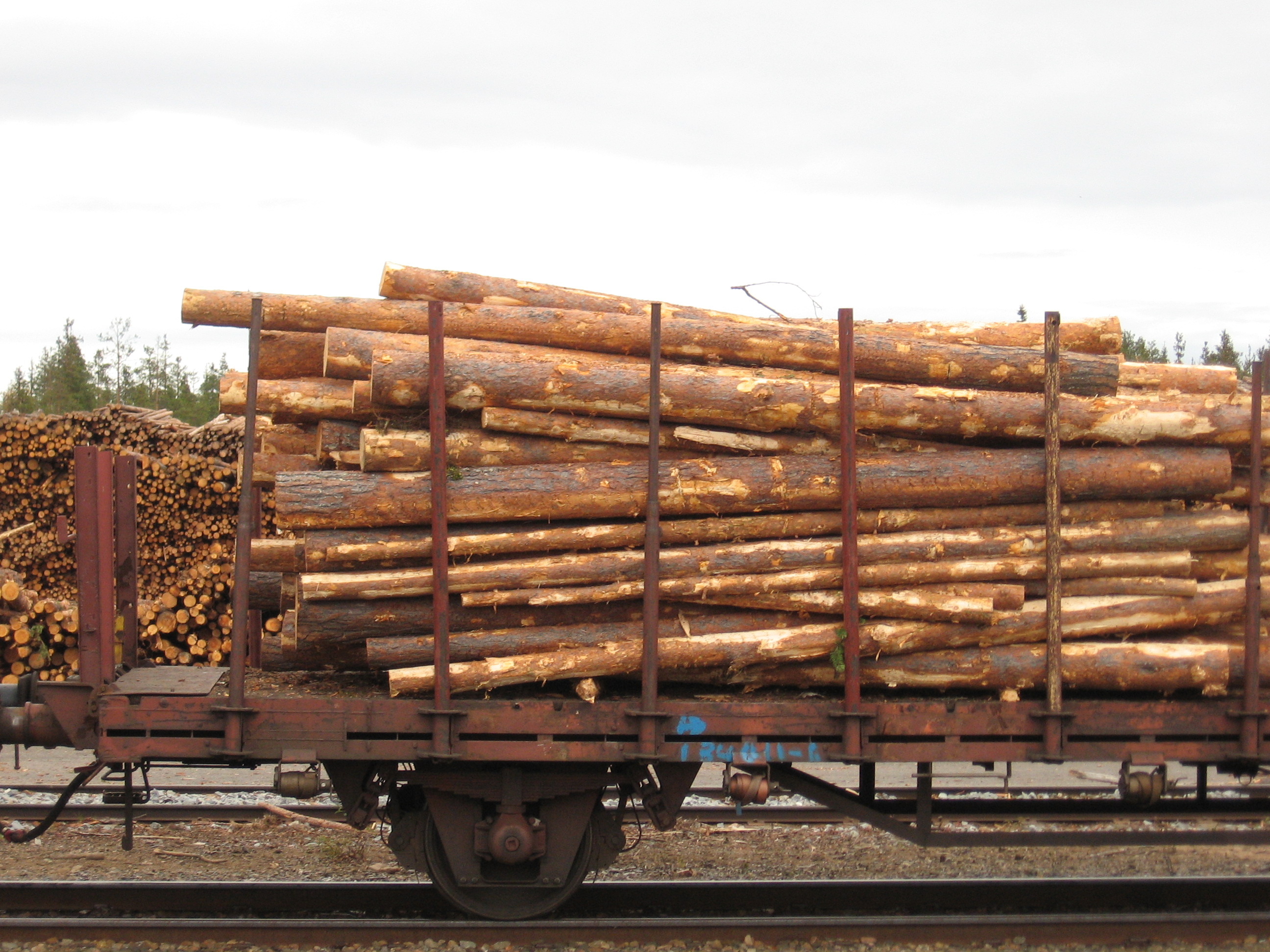
Klanicový vůz, Finsko

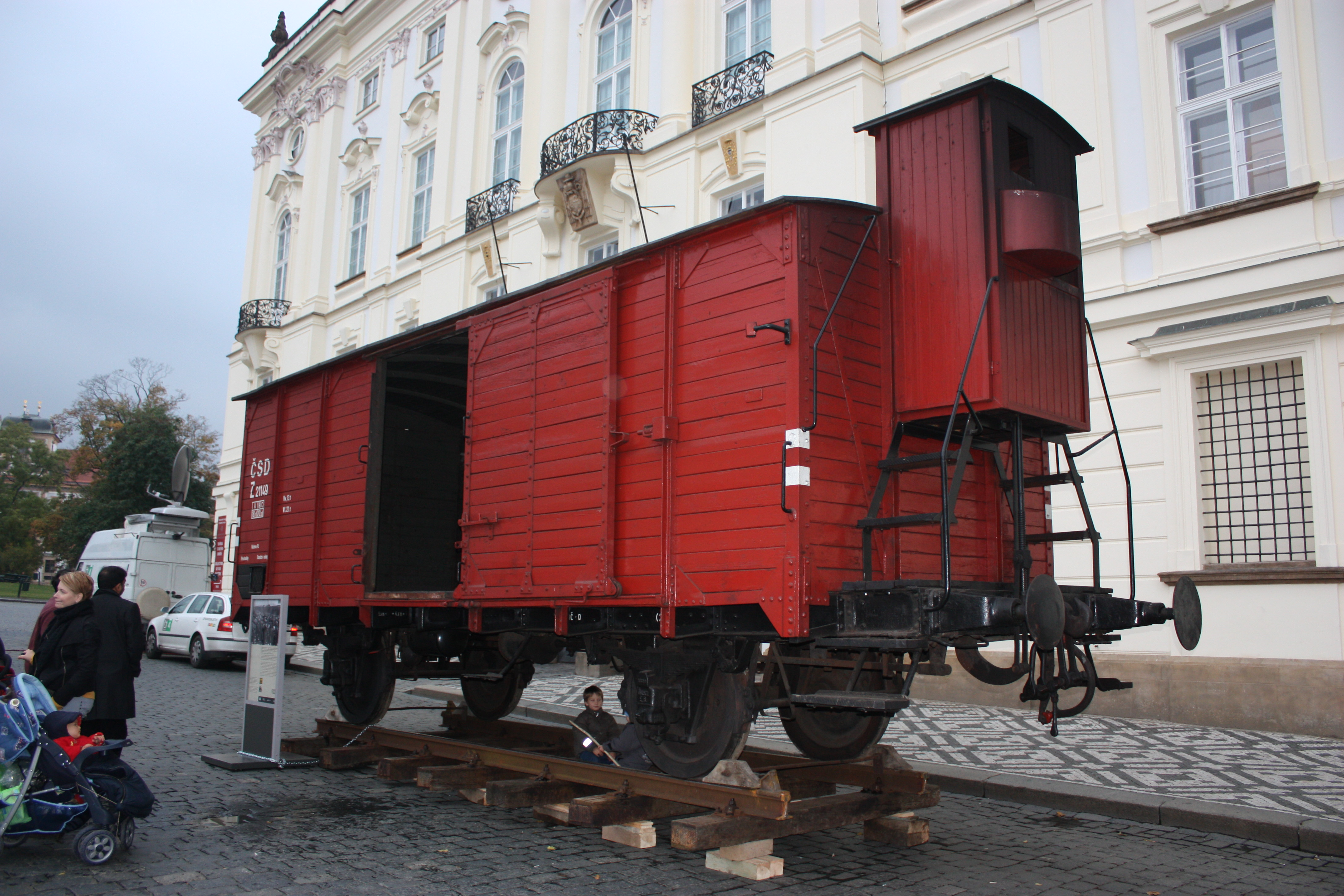
Krytý vůz s brzdařskou budkou

Nákladní vůz, často označovaný jako (nákladní) vagón, je kolejové vozidlo tažené, určené k přepravě nákladů.
Z technického hlediska se dají nákladní vozy charakterizovat:
- podle určení (druhu přepravovaného nákladu a také požadovaného stupně univerzálnosti), jímž jsou dány hlavní rozměry, tvarové řešení, technologické vybavení,
- podle vlastností vyžadovaných železniční sítí, pro kterou je určen (rozchod kolejí, typ spřáhla, druh vlakové brzdy, způsob označování, ...),
- podle konstrukce pojezdu:
  - s rámovým pojezdem (převážně dvounápravové)
  - s podvozky (dvounápravovými, třínápravovými, ...)
- a podle řady dalších kritérií.

Z hlediska obchodního:
V evropských podmínkách probíhá liberalizace přepravního trhu a mizí tradiční, dříve uplatňované dělení na vozy vlastněné národními železnicemi (unitárními železnicemi ve vlastnictví státu) a vozy tzv. soukromé.
Nyní lze spatřovat rozdíl mezi vozy patřícími firmám poskytujícím přepravní služby a vozy majitelů, jejichž činnost má jiný charakter a využívají je jen pro vlastní potřebu, někdy pouze na vlastní vlečce nebo průmyslové dráze. Časté jsou dlouhodobé pronájmy nákladních vozů.

## Technické vlastnosti

### Dělení podle určení
Způsob členění vozů podle určení a tomu odpovídající názvosloví se liší v různých technických tradicích (mj. jsou zde rozdíly mezi britskou a americkou angličtinou). Některé systémy obsahují hierarchizaci (např. 10 kategorií definovaných UIC bylo pokusem o podřízení dekadickému číslovacímu systému).
Uvedené dělení je kompilací z českých zdrojů a odpovídá tradicím v českém prostředí. Upouští od hierarchizace, zahrnuje i relativně nové technologie (jako RoLa a kapsové vozy), obsahuje tedy i druhy vozů, které nejsou respektovány jako základní řady v mezinárodním systému označování:
- zavřené, kryté vozy běžné stavby (lidově zetka) – především k přepravě kusových zásilek a paletizovaného zboží vyžadujícího ochranu před povětrností,
- vozy s odsuvnými bočnicemi – zavřené vozy zvláštní stavby, které umožňují mechanizovanou nakládku; vytlačují zavřené vozy běžné stavby,
- vysokostěnné vozy (lidově uhlák) – k přepravě uhlí nebo kusových zásilek, které nevyžadují ochranu před povětrností,
- plošinové vozy – k přepravě rozměrných kusových zásilek, které nevyžadují ochranu před povětrností,
- nízkostěnné vozy – podobné plošinovým, nízké stěny rozšiřují možnosti upevnění nákladu,
- oplenové vozy – k přepravě dlouhých zásilek, jejichž délka přesahuje délku vozu,
- výsypné vozy – k přepravě volně ložených sypkých hmot,
- nádržkové vozy (kotlové vozy, cisterny) – k přepravě kapalin, stlačených plynů, zkapalněných plynů,
- nádobové vozy – s trvale uchycenými nebo odnímatelnými nádobami,
- izotermické a chladicí vozy,
- hlubinové vozy – s ložnou plochou mezi podvozky sníženou, umožňující přepravu vysokých zásilek;
- kontejnerové vozy – pro přepravu kontejnerů, obvykle v různých rozměrových variantách a kombinacích,
- kapsové vozy – pro přepravu silničních návěsů, obvykle umožňují i přepravu kontejnerů,
- vozy pro systém RoLa – pro přepravu kamionů,
- speciální vozy – v užším pojetí například vozy pro stavbu, opravy a údržbu tratí, tárovací vozy kolejových vah, přechodové vozy pro spojení vozů s různými spřáhly, apod. V širším pojetí, uplatněném i v číslovacím systému UIC, jsou sem zatříděny i některé konstrukce z výše uvedených, jmenovitě nádobové a hlubinové.

## Označování vozů
Držitelé vozů je obvykle identifikují očíslováním. Pokud nejsou zároveň provozovateli dráhy a zejména pokud vozy mají jezdit po drahách více různých provozovatelů (v evropských podmínkách typicky v mezistátním provozu), vzniká nutnost definovat číslovací systém úmluvou (či mocenským nařízením).
Evropské železniční správy sdružené v Mezinárodní železniční unii (UIC) v 60. letech 20. století zavedly (nejprve pro normálněrozchodné vozy) jednotné značení pomocí dvanáctimístných čísel. V tomto systému je mj. zahrnuto i výše zmíněné rozlišení mezi vozy národních železnic a vozy soukromými, které nyní pozbývá významu.
V zemích Evropské unie je označování železničních vozidel upraveno rozhodnutím Evropské komise z roku 2006, tzv. „TSI - provoz a řízení dopravy“, které plně vstoupilo v platnost v roce 2010. Jde o převzetí a rozšíření systému podle UIC.
Úmluvy také určují - vedle způsobu zacházení s cizími vozy a účtování poplatků za jejich používání - obsah, rozsah, vzhled a umístění nápisů a značek na vozech, informujících o jejich technických a provozních parametrech a zvláštnostech ovládání a obsluhy. Důležité údaje se vyznačují přímo na vozech a jejich rozsah je značný, protože vozy (podobně jako např. kontejnery a na rozdíl od automobilů) nejsou doprovázeny obsluhou.